# براديصور

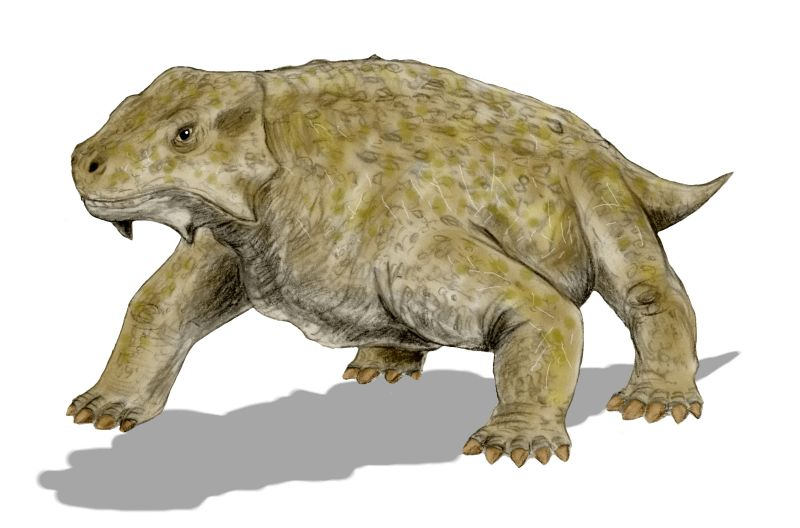
إعادة إنشاء البراديصور بايني

البراديصور (Bradysaurus) كان بارياصور مبكر ومنتشر، الحفريات معروفة من Tapinocephalus Assemblage Zone [الإنجليزية] من مرحلة الكابتاني في عصر البرمي في كارو في جنوب أفريقيا جنبًا إلى جنب مع الدينوسيفيليا المماثل، البراديصورات كانت آكلة للنباتات كبيرة الحجم، وفي حياتها كانت على الأرجح بطيئة وخرقاء ومسالمة وقد طورت غطاء مدرع ليحميها من الحيوانات المفترسة والجورجونوبسيات.

## وصلات خارجية
- Bradysaurs at Palaeos